# Pedro Miret Prieto
Pedro Miret Prieto (Santiago de Cuba, 1927-15 de gener de 2016) va ser un enginyer civil, militar i polític cubà que va exercir des de 1959 fins a 2009 diferents càrrecs superiors al govern de Cuba i en el Partit Comunista de Cuba.

## Biografia
Va iniciar les seves activitats polítiques a partir del cop d'estat del 10 de març de 1952. El 26 de juliol de 1953 va participar en l'assalt, al costat de Fidel Castro, del Caserna Montcada. Va resultar ferit en el combat, capturat i condemnat a 13 anys de presó. En 1955 es va incorporar a la direcció del Moviment 26 de Juliol. Al març de 1958 arriba clandestinament a Cuba, per incorporar-se a les files de l'Exèrcit Rebel en la Serra Mestra. Va ser ascendit a Comandant al desembre de 1958.en abril de 1961 va participar en els combats de Platja Girón contra al capdavant de l'artilleria pesant.
El gener de 1959 va ocupar el càrrec de Sotssecretari de Defensa Nacional i durant la dècada de 1960 els ministeris d'Agricultura i Mineria, Metal·lúrgia i Combustible. De 1972 a 1974 va exercir com viceprimer ministre.
Va ser membre del Comitè Central del Partit Comunista de Cuba des de la constitució en 1965 fins a la seva mort. Va arribar a ser, en diverses ocasions, membre de la seva Buró Polític.
En 1976 va ser triat Diputat a l'Assemblea Nacional del Poder Popular i membre del Consell d'Estat. Va ser Vicepresident del Consell de Ministres des de 1990 fins al seu retir en 2009.
En 2003 va ser condecorat amb la Medalla Commemorativa 50 Aniversari del 26 de Juliol. Durant els seus últims anys va patir la malaltia d'Alzheimer.